# Harnleiterdivertikel
Das Harnleiterdivertikel (lateinisch Diverticulum ureteris oder auch Diverticulum ureterale) ist eine angeborene Fehlbildung des Harnleiters mit Aussackung (Divertikel) der Wand dieses Hohlorgans. Es ist extrem selten, bislang sind nur 45 Fälle beschrieben worden. Es kann symptomlos sein und ist dann ein Zufallsbefund bei einer eingehenden Untersuchung des Organs, aber auch mit Blut im Urin, Flankenschmerz und Harnwegsinfekten vergesellschaftet sein. Angeborene Harnleiterdivertikel entstehen meist aus einem blind endenden doppelten Harnleiter. Aber auch nach der Geburt können sie sich infolge einer Obstruktion bilden.
Folgende Formen können unterschieden werden:
1. Ureterduplikation (Ureter fissus, Ureter duplex) infolge Störungen in der Entwicklung der Ureterknospe
2. echtes angeborenes Divertikel unter Einbeziehung aller Wandschichten des normalen Harnleiters
3. erworbenes Divertikel nach Obstruktion in Form einer Schleimhautaussackung

Zur Diagnostik werden Sonografie und Computertomografie eingesetzt. Eine operative Behandlung ist nur bei symptomatischen Fällen angezeigt, die sich konservativ nicht beherrschen lassen. Sie erfolgt durch chirurgisches Entfernen des ausgesackten Harnleitersegments mit anschließender Adaption der Enden. Dies kann auch laparoskopisch erfolgen.